# Єравнинський район
Єравнинський район (рос. Еравнинский район, бур. Яруунын аймаг) — адміністративна одиниця Республіки Бурятія Російської Федерації.
Адміністративний центр — село Сосново-Озерське.

## Адміністративний поділ
До складу району входять 14 сільських поселень:
1. Гундинське сільське поселення, адміністративний центр — селище Гунда;
2. Ісінгинське сільське поселення, адміністративний центр — село Ісінга;
3. Комсомольське сільське поселення, адміністративний центр — село Комсомольске;
4. Кондинське сільське поселення, адміністративний центр — село Телемба;
5. Озерне сільське поселення, адміністративний центр — селище Озерний;
6. Сосново-Озерське сільське поселення, адміністративний центр — село Сосново-Озерське;
7. Тужинкинське сільське поселення, адміністративний центр — селище Тужинка;
8. Тулдунське сільське поселення, адміністративний центр — селище Тулдун;
9. Улхасааське сільське поселення, адміністративний центр — село Гонда;
10. Ульдургинське сільське поселення, адміністративний центр — село Ульдурга;
11. Усть-Егітуйське сільське поселення, адміністративний центр — у. Усть-Егіта;
12. Целінне сільське поселення, адміністративний центр — селище Целінний;
13. Ширінгинське сільське поселення, адміністративний центр — селище Ширінга;
14. Егітуйське сільське поселення, адміністративний центр — село Можайка.